# Sphodros
Sphodros là một chi nhện trong họ Atypidae.

## Hình ảnh

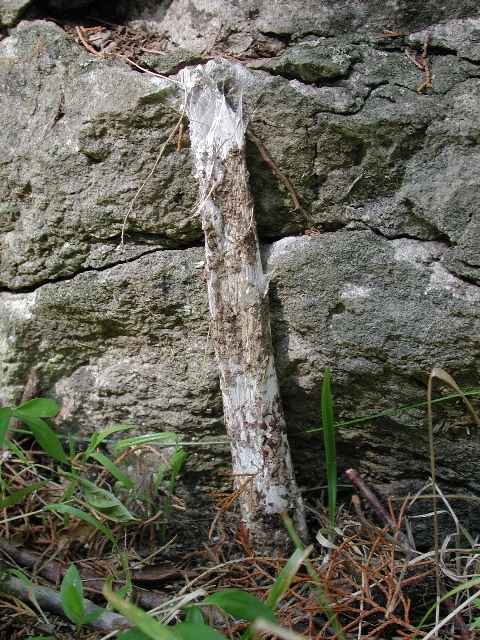
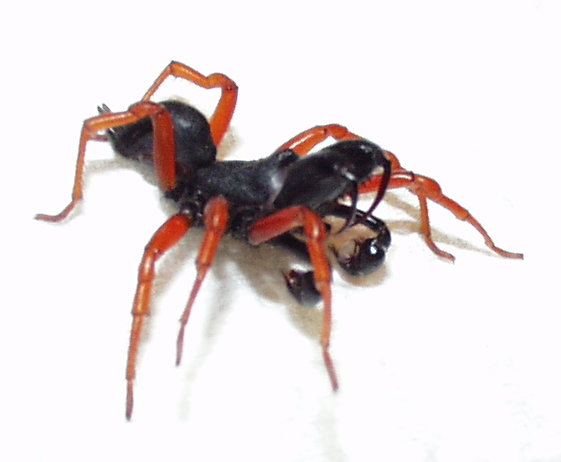